# Benjamin Bouchouari
Benjamin Bouchouari (em árabe: بنيامين بوشواري; Borgerhout, 13 de novembro de 2001) é um futebolista marroquino que atua como meio-campista. Atualmente joga pelo Saint-Étienne.

## Carreira nos clubes
Nascido em Borgerhout, na Bélgica, Benjamin começou sua carreira nas categorias de base do Fortuna Sittard e fez parte da equipe sub-19. Em seguida, ingressou nas categorias de base do Roda JC e integrou os times sub-19 e sub-21.
Benjamin assinou seu primeiro contrato sênior com o Roda JC, clube holandês e atual da Eerste Divisie, em 2020. Ele representaria o clube na Eerste Divisie 2020-21.[carece de fontes?] Benjamin fez sua primeira aparição pelo clube na partida da Copa KNVB contra o Fortuna Sittard, em 28 de outubro de 2020, como substituto de Patrick Pflücke, aos 77 minutos da partida. A partida terminou 0–2 para o Fortuna Sittard. Benjamin fez sua estreia na liga contra o Jong FC Utrecht em 9 de novembro de 2020. Benjamin começou como reserva aos 81 minutos do jogo para Patrick Pflücke. A partida terminou 2 a 0 com o Roda JC perdendo a partida. Benjamin marcou seu gol de estreia pelo clube contra o Excelsior no dia 15 de fevereiro de 2021, aos 83 minutos do jogo, que venceu por 1-3.
Em 16 de agosto de 2022, Bouchouari assinou um contrato de três anos com o Saint-Étienne da França. Em sua primeira temporada no clube, Bouchouari foi eleito a Seleção do Ano da Ligue 2 da UNFP.

## Carreira internacional
Nascido na Bélgica, Bouchouari possui nacionalidade marroquina por descendência. Ele optou por representar os sub-23 do Marrocos em 2021.
Em junho de 2023, foi incluído na seleção final da seleção sub-23 para a Copa das Nações Africanas Sub-23 de 2023, sediada no próprio Marrocos, onde os Leões do Atlas conquistaram seu primeiro título e se classificou para os Jogos Olímpicos de Verão de 2024.

## Títulos
Marrocos sub-23
- Jogos Olímpicos: 2024 (medalha de bronze)